# Waterland (Países Bajos)
Waterland es un municipio de los Países Bajos de la provincia de Holanda Septentrional. Está situada en el norte de Ámsterdam, en la orilla del IJsselmeer.

## Centros urbanos
La comarca de la Waterland consiste en las siguientes ciudades pueblos y aldeas : Broek in Waterland, Ilpendam, Katwoude, Marken, Monnickendam, Overleek, Uitdam, Watergang, Zuiderwoude.

## Galería

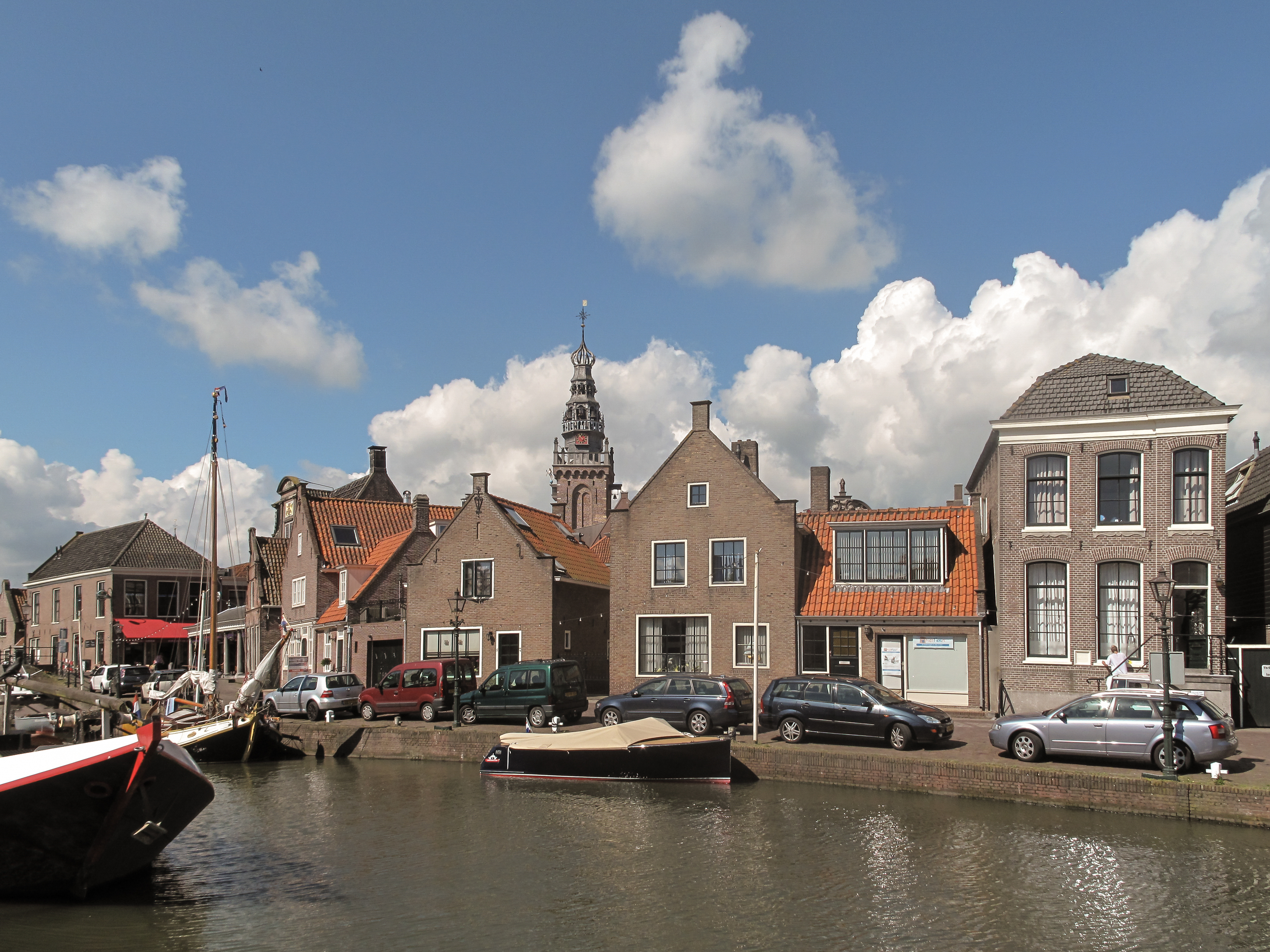
Monnickendam, la vista del puerto
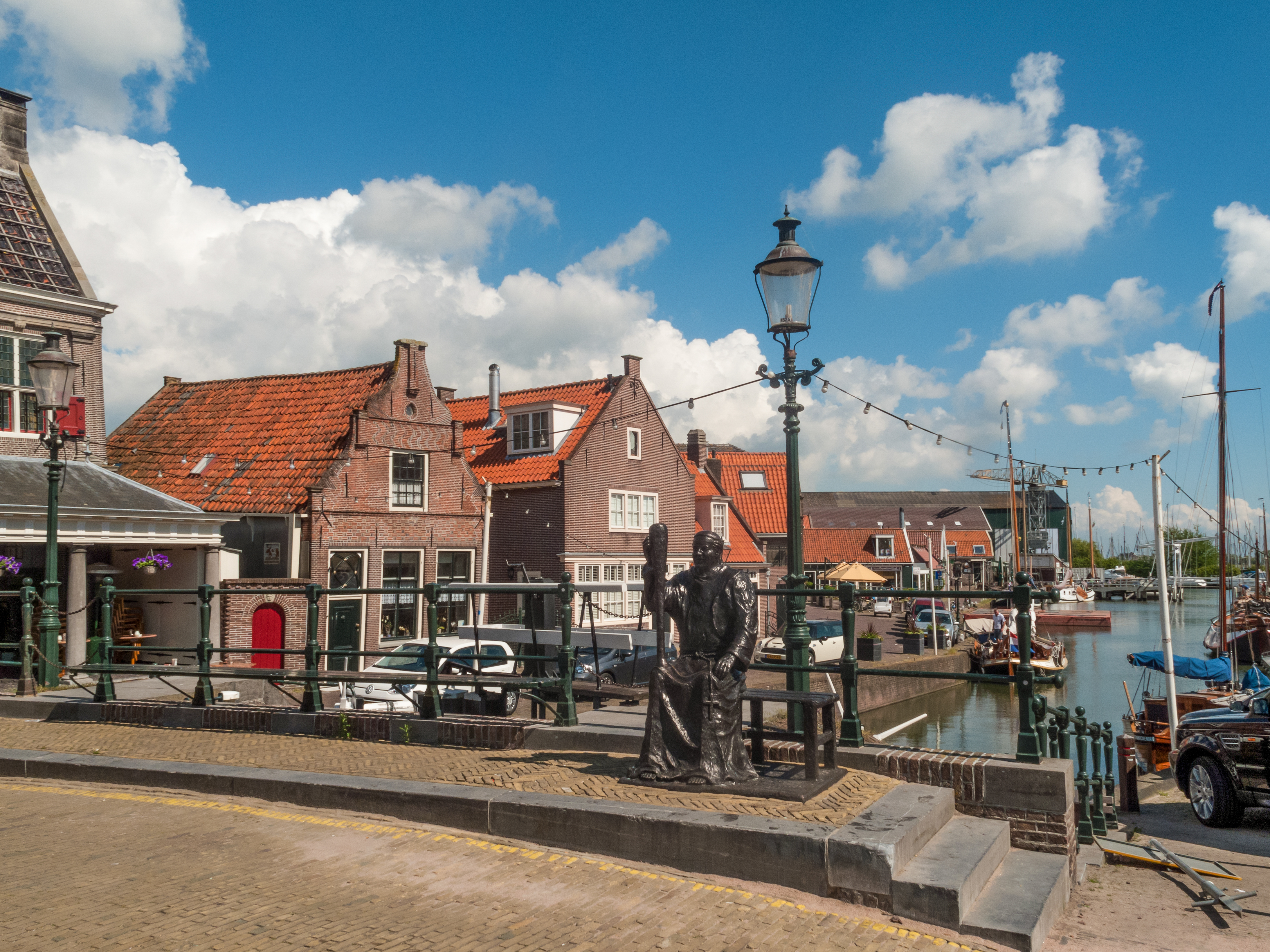
Monnickendam, la escultura del monje en el puente cerca de Waag
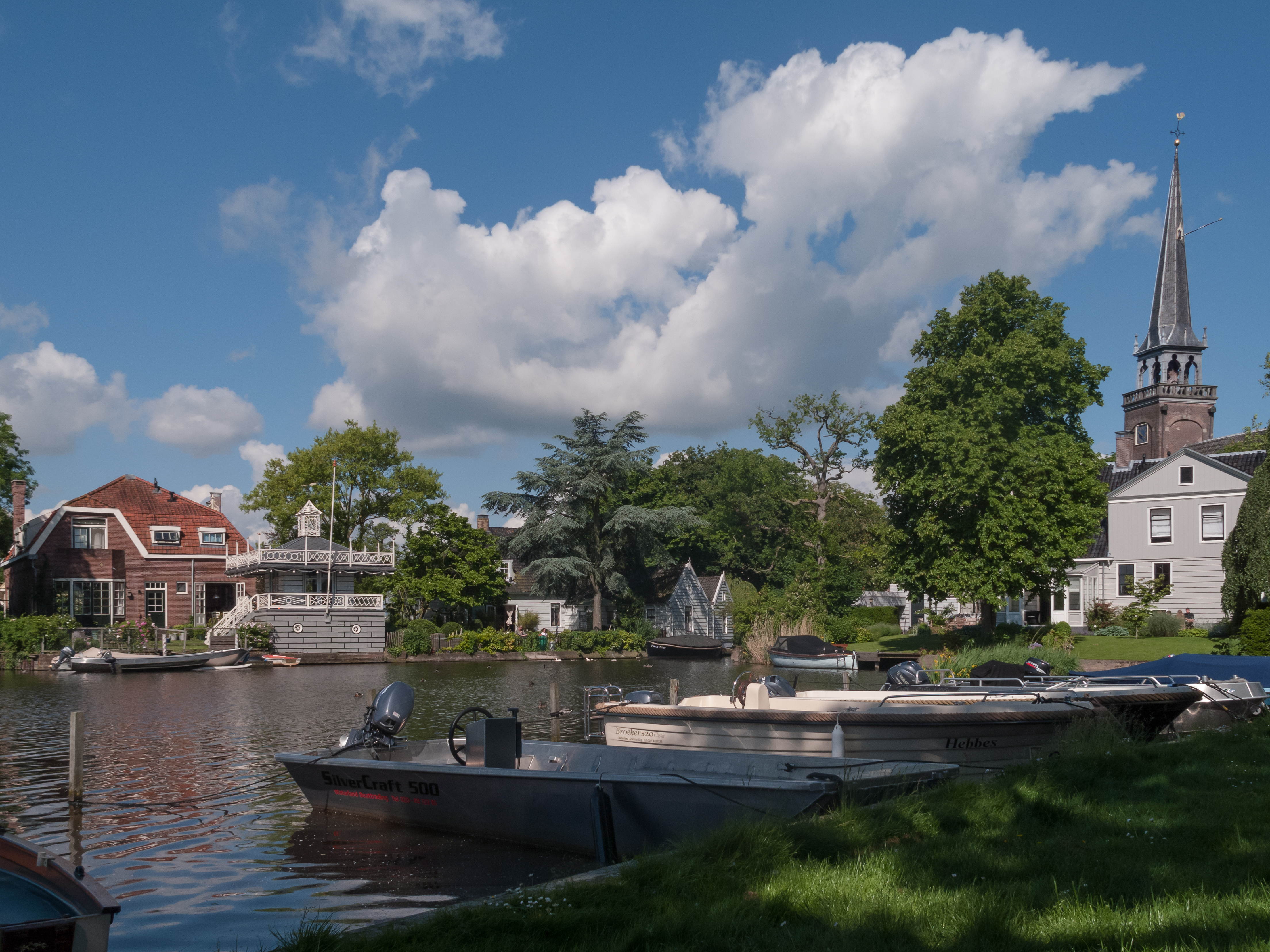
Broek in Waterland, la iglesia (la Sint Nicolaaskerk) en la calle
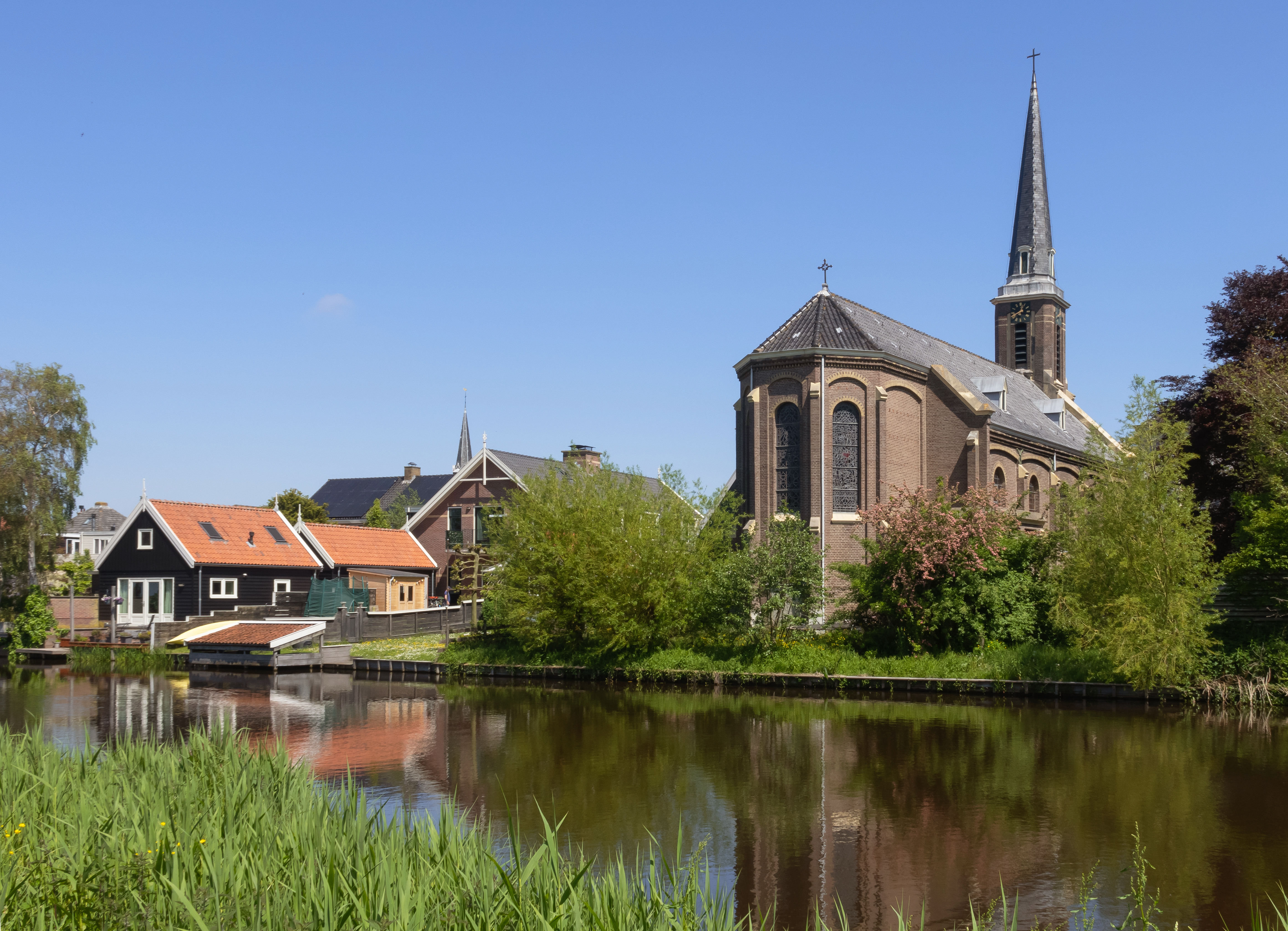
Ilpendam, la iglesia: la Sint Sebastianuskerk
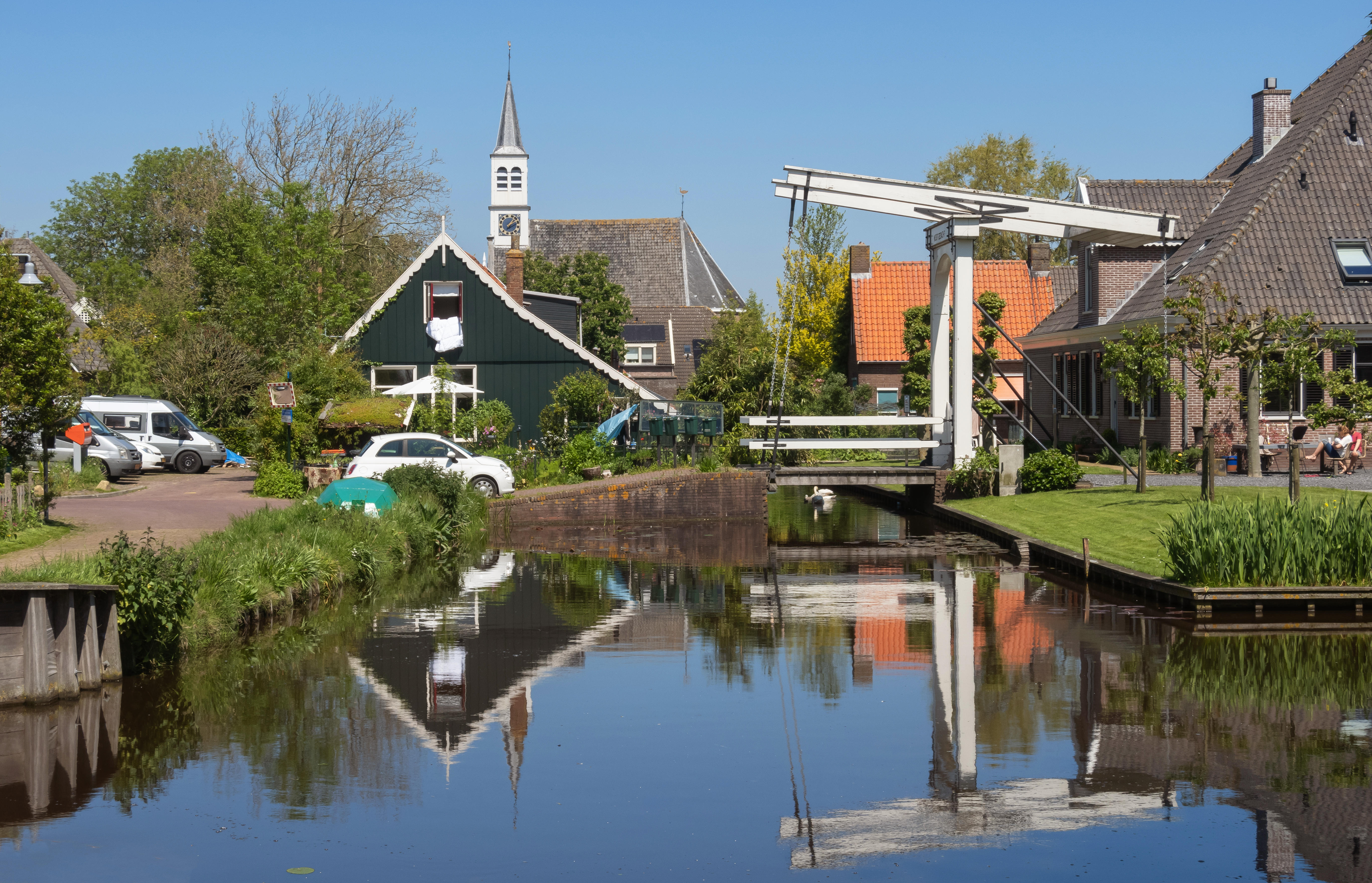
Watergang, vista del pueblo con la iglesia protestante y el puente levadizo
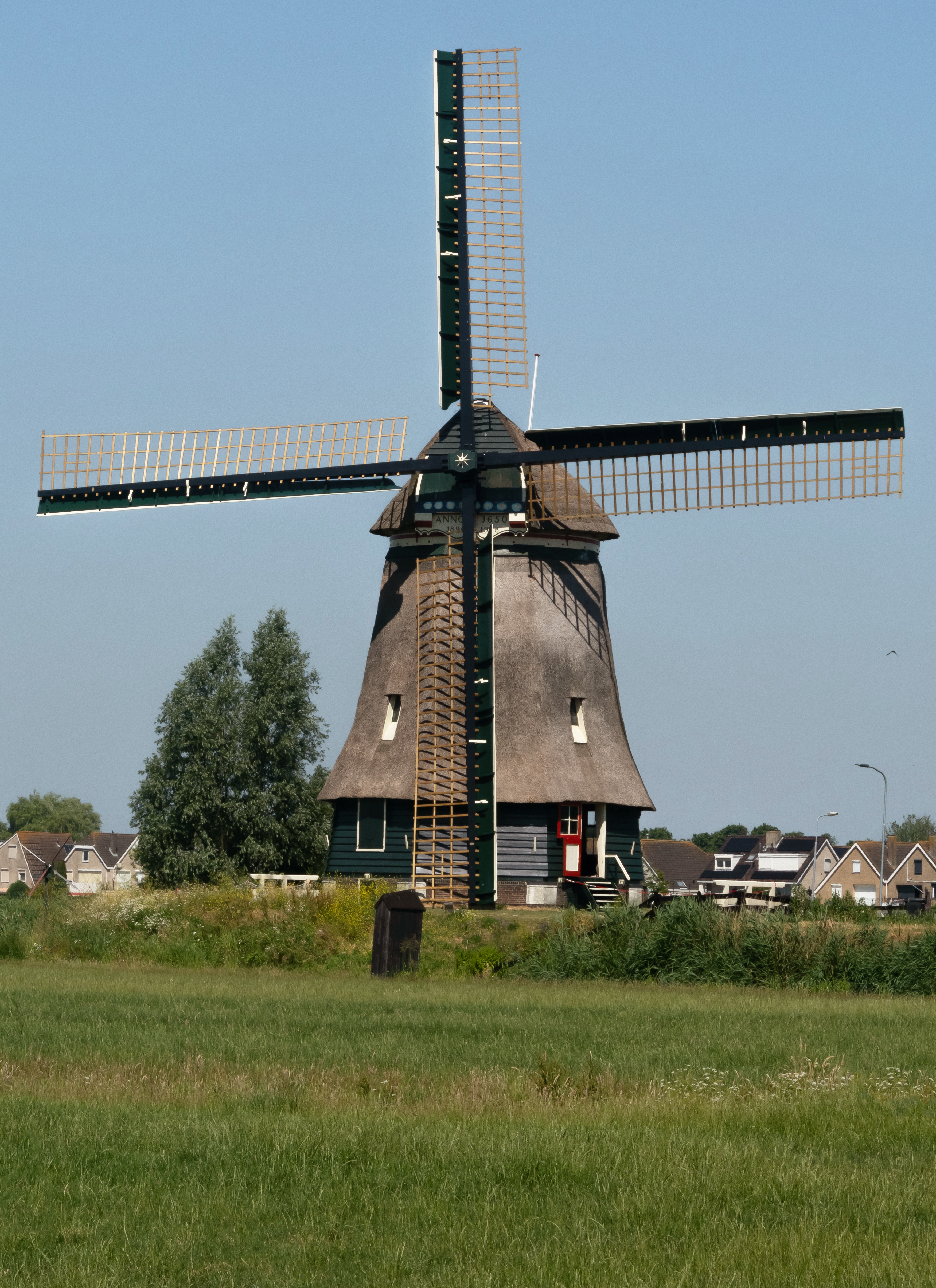
Katwoude, el molino: windmolen de Kathammer

## Gobierno local
El Gobierno municipal de la Waterland consiste (en 2002) en 17 puestos que se reparten por políticos de la siguiente manera:
- CDA - 5 puestos
- GroenLinks - 3 puestos
- Waterland95 - 3 puestos
- Algemeen Belang - 2 puestos
- PvdA - 2 puestos
- VVD - 2 puestos